# Давидофф Зіно
Зіно Давидофф (Зіновій (Зуселе-Меєр) Гілелевич Давидов; 11 березня 1906, Новгород-Сіверський — 14 січня 1994, Женева) — швейцарський підприємець, виходець з України, засновник всесвітньо відомої швейцарської компанії «Davidoff».

## Життєпис
Зіно Давидофф народився в родині єврейського торгівця тютюном Генріха (Гілеля) Давидова  та Рашелі Орлової в місті Новгород-Сіверський, був найстаршим з чотирьох дітей. У зв'язку з посиленням антисемітських настроїв родина Давидоффа емігрує з Російської імперії. 1911 року вони оселилися у Женеві, Швейцарія, де батько Зіно Давидоффа відкрив тютюновий магазин, який враз став дуже популярним серед російських емігрантів, навіть Ленін, як розповідав Зіновій, заходив до крамниці.
Після закінчення школи у 1924 році Зіно Давидофф вирушає до Латинської Америки вивчати технологію виробництва тютюну. Він відвідує Аргентину, Бразилію та зрештою Кубу, де два роки працює на плантаціях. За кілька років пройшов шлях від хлопчика на побігеньках у тютюновій крамниці до закупника тютюну для великих фабрик. У Гавані він став першим європейцем, який викурив унікальну кубинську сигару. Спробувавши її, Зіновій забажав відіслати партію таких сигар батькові, оскільки той вже натякав, що улюбленому синові час самому заробляти витрачені на навчання гроші. Однак перед ним постала проблема: як зробити, щоб дорогі сигари не перетворювалися за час морської мандрівки на тютюнову солому? Після кількаденних роздумів, він помістив сигари у дерев'яну коробку і поклав туди прилад для підтримання потрібного рівня вологи із гігрометром. І через кілька місяців, сонячного ранку 1931 року, з'явився на порозі женевської крамниці батька на вулиці Рудерів у білому сатиновому костюмі із тією ж коробкою. Коли батько побачив винахід сина, зронив знамениту фразу: «Кажуть, що геніальне просте, але щоб настільки…» Повернувшись до Швейцарії Зіно Давидофф приступає до керівництва магазином батька, який невдовзі помер, залишивши синові свій бізнес, що вже був близьким до банкрутства.
Під час Другої світової війни магазин Давидоффа став єдиним у Старому Світі, де можна було купити тютюн найвищої якості. Зіно завжди дотримувався правила: краще робити одну дорогу річ, ніж двадцять дешевих. Він робив ставку на елітарність і ексклюзивність своєї продукції — сигари завжди виготовлялися вручну.
Після війни Давидофф і його кубинські партнери вирішили захопити сигарний ринок Європи, на якому домінували німецькі і голландські виробники. Давидофф запропонував називати селекційні сигари на честь бордоських вин. Так з'явились сигари під назвами «Шато О-Бріон», «Шато Лафіт», «Шато Латур» та інші. Кубинська революція 1959 року не завадила розвитку бізнесу Давидоффа. Зіно підтримав ідею команданте Че Гевари про ведення державної тютюнової монополії, однак не погодився із запропонованим урядом Куби рішенням виготовляти «народні сигари», тобто робити їх машинами. Його послухався Фідель Кастро. 1970 року кубинські виробники сигар назвали на честь Давидоффа три сорти сигар.
До 1969 року магазин Зіно залишався чисто сімейним бізнесом. Крім господаря йому допомагали брат Йосип, сестра Олена, дружина Марта, їхня дочка. Кожного дня Давидофф, одягнутий у новісінький костюм, радив своїм покупцям що вибрати. Магазин відвідували відомі актори Ален Делон і Луї де Фюнес, видатний піаніст Артур Рубінштейн. Серед прихильників сигар Давидоффа були також Ротшильди, Кеннеді, Онассіс, Марлен Дітріх.
У 1970 році бізнесмен Давидофф об'єднав капітали зі своїм давнім приятелем і любителем сигар Ернстом Шнайдером — головою великої швейцарської фірми з імпорту тютюну «Оттін'є Імпекс компанії». У результаті була створена філософія «Давидофф оф Женева»: «Компанія виготовляє найкращі у світі сигари незалежно від того, у скільки це їй обходиться».
Того ж року Давидофф вперше за 25 років взяв тижневу відпустку і вирушив із дружиною у Канни. Але не минуло й 24 годин як він уже летів літаком назад — спроба втекти від улюбленої роботи не вдалася. Та і в своїй скромній п'ятикімнатній квартирі, з якої він не переїхав навіть уже ставши мільйонером, Зіно почувався значно краще. А дружина, як і раніше, готувала йому український борщ і вареники.
Незадовго до смерті Давидоффа, Куба розірвала угоду на постачання тютюну. І він переніс свій сигарний бізнес в Домініканську Республіку на острові Гаїті, де такий же клімат, як і на Кубі, а тютюн вирощують понад 500 років. Сорт «Спешл арт» від «Давидоффа» одержав вищу оцінку міжнародної комісії, ніж колишній кубинський «Партагас». Нині під маркою «Давидофф» виготовляється багато елітних товарів: сигари, запальнички, машинки для обрізання сигар, а також коньяк, вироби зі шкіри, модний одяг, парфуми, аксесуари. Всі вони асоціюються з поняттям «хорошого життя». Серед сучасників любителями сигар від «Давидофф» є Арнольд Шварценеггер, Вупі Голдберг, Лінда Євангеліста, Джек Ніколсон. «Я все життя торгував мріями та ілюзіями, — якось на схилі літ зізнався Зіно. — Мій батько міг би мною пишатися». Пишатися, справді, є чим. Сьогодні один лише лондонський філіал фірми «Давидофф» продає за рік понад 400 тисяч сигар 220 видів. А прізвище новгород-сіверського хлопчини носять майже 50 магазинів у найбільших столицях світу.
Зіно Давидоффу приписують створення першого настільного хумідора, спеціального дерев'яного контейнера для зберігання сигар.
Давидофф написав «Книгу експерта з сигар», яка була опублікована у 1967 році французькою, а згодом була перекладена п'ятьма іншими мовами.

## Деякі факти з біографії

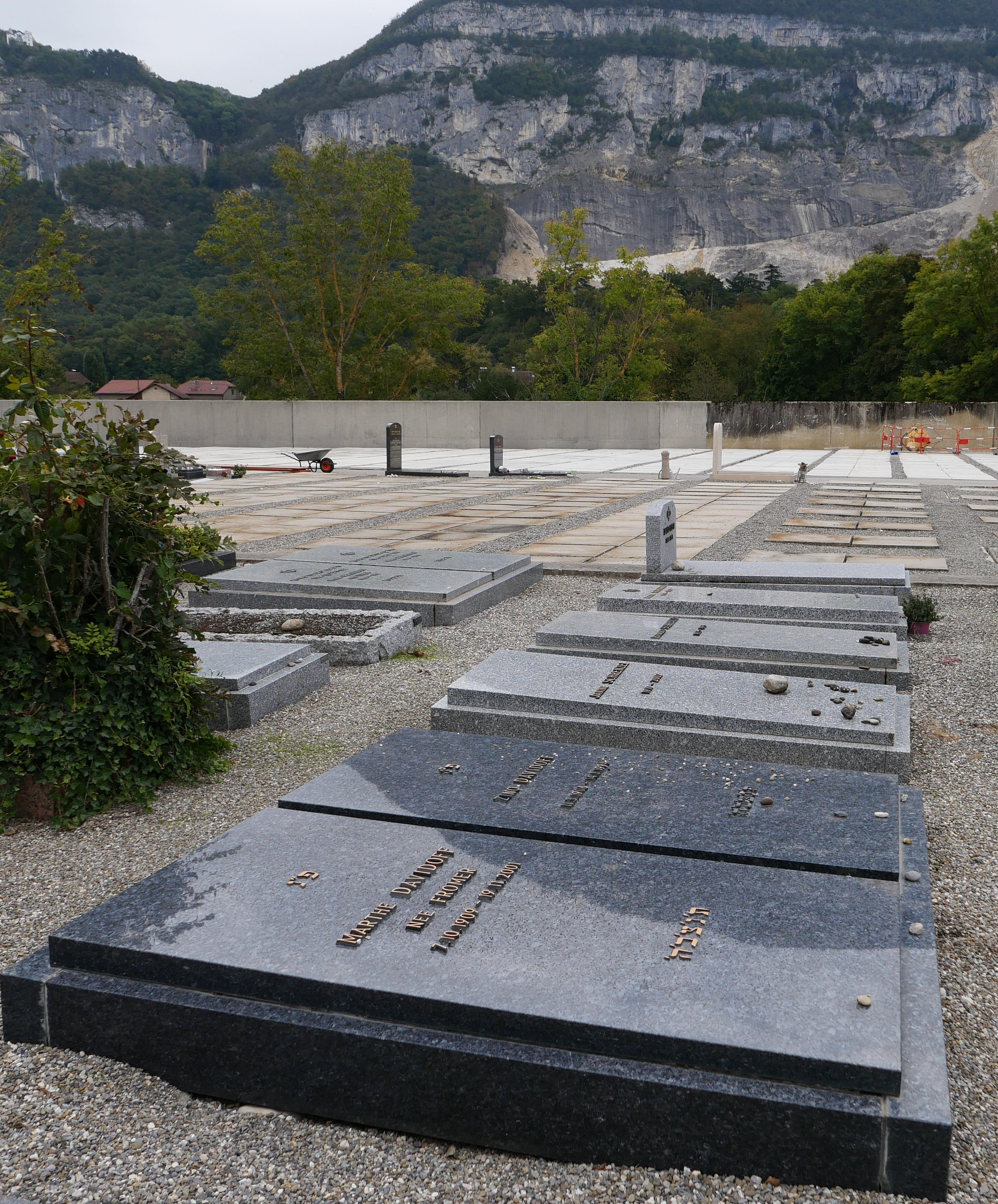
Могила Давідова та його дружини Марти, уродженої Фромер (1909-2001), 2024 рік.

Навчався в Женевському Колежі Кальвіна.
З 1911 — родина Давидових в еміграції у Швейцарії, де продовжила київську торгівлю тютюновими виробами. Але дітей не влаштовував рівень ведення справ батьками. Зіновій вирішив діяти по-своєму. Він здійснив поїздку в Південну Америку, на Кубу, де вивчав тютюнове виробництво.
Повернувся у Швейцарію з переконанням в успіхові власного бізнесу. Сходження на олімп відбулося після того, як до фірми Зіно Давидоффа звернувся єгипетський король Фарух із замовленням на 20 тисяч сигар. Потім була справа з кубинськими сигарами, завезеними до Європи… Власники складів з готовою продукцією боялися втратити їх внаслідок нацистської окупації. Зіно Давидофф став господарем справді золотого запасу. Потім бізнесмен подав ідею поєднати реалізацію сигар з найдорожчими європейськими коньяками та винами… Магазини фірми колишнього киянина з'явилися у всіх європейських та світових столицях. Якість товару, гарантія довіри споживача — святе правило бізнесу.
Заради довіри до фірми Davidoff, Зіно в березні 1990 року публічно піддав спаленню 200 тисяч кубинських сигар через їхню низьку якість.
Зіно Давидофф був відданий своєму бізнесу, але не байдужим до мистецтва: любив літературу (романи Федора Достоєвського та Ромена Гарі), музику (твори Моцарта та виконавську майстерність Артура Рубінштейна, Ісаака Штерна).
Його поховали на єврейському кладовищі Вер'є-Етремб'єр. Оскільки кантон Женева заборонив створення конфесійних кладовищ ще в 1876 році, могили розташовані відразу за кордоном на території Франції, а вхід і траурний зал знаходяться на території Швейцарії.